# José Luis Munuera
Jose Luis Munuera est un dessinateur espagnol de bande dessinée, né le 21 avril 1972 à Lorca, dans la région de Murcie.

## Biographie

### Formation et débuts avec Sfar (années 1990)
Il fait ses études aux Beaux-Arts de Grenade où il a un penchant pour le dessin humoristique. Parmi ses lectures favorites, il cite Spirou et Fantasio ou encore Astérix. Il découvre malheureusement que les éditeurs préfèrent les comics ou les mangas à son style comique. Plus tard, il se rend à Angoulême où il rencontre Joann Sfar. Ensemble ils donneront vie aux trois tomes des Potamoks, aux éditions Delcourt, entre 1996 et 1997, puis quatre tomes de Merlin (1999-2000), chez Dargaud.
En 2000, c'est toujours chez Dargaud qu'il signe une adaptation en one-shot du film d'animation des studios Dreamworks, La Route d'Eldorado.

### Collaboration avec Morvan (années 2000)
Le cinquième tome de Merlin est marqué par un changement de scénariste : Sfar cède sa place à Jean-David Morvan que Munuera avait rencontré dès 1999. Un sixième et dernier tome sort en 2003. Parallèlement, ils réalisent une nouvelle série, originale et décalée, Sir Pyle S. Culape, centrée sur un médecin spécialisé dans les monstres aux troubles psychologiques. Les éditions Soleil publieront seulement trois tomes de ces aventures fantastiques, entre 2001 et 2003.
Mais en 2004, le tandem se consacre simultanément à deux séries : tout d'abord une série dérivée de la saga fantastique Sillage, créée par Jean-David Morvan et Philippe Buchet. Cette nouvelle collection, intitulée Nävis, co-scénarisée par Philippe Buchet, imagine l'enfance du héros de la série mère. Cet univers fantastique va se déployer sur cinq albums publiés par Delcourt entre 2004 et 2009.
Parallèlement, Morvan et Munuera se voient confier par les éditions Dupuis la destinée de leur série historique, Spirou et Fantasio, arrêtée en 1999 à la suite du départ soudain du duo Tome & Janry.
Leur premier album pour la série est le tome 47, Paris-sous-Seine. Une localisation de l'intrigue à Paris et un découpage original du récit marquent une rupture nette avec le ton de leurs prédécesseurs. Mais le suivant, L'homme qui ne voulait pas mourir, puise dans la mythologie du personnage, et s'avère bien plus respectueux de l'héritage. En revanche, Spirou et Fantasio à Tokyo confirme un virage plus contemporain et influencé par le manga. Un cinquantième album sera livré en 2008, en collaboration avec Yann, qui bouscule encore davantage les fondations de la série. Mais dès janvier 2007, il est annoncé que le tandem n'est pas reconduit.

### Carrière en solo (années 2010)
Munuera se sépare dans la foulée de Morvan, et œuvre un temps quasi-exclusivement pour Dargaud : d'abord le one-shot Le Signe de la lune avec Enrique Bonet (2009). Puis en 2010, il écrit et dessine la série jeunesse Walter le loup (2 tomes) tout en participant à l'album collectif Vies tranchées, pour Delcourt.
En 2011, il s'allie à son compatriote Juan Díaz Canales - le scénariste de l'acclamée série Blacksad - pour livrer les deux parties de Fraternity, toujours pour Dargaud. Parallèlement, il se frotte de nouveau à un mythe de la bande dessinée franco-belge en dessinant les planches de deux tomes du spin-off P'tit Boule & Bill, écrit par Laurence Gillot.

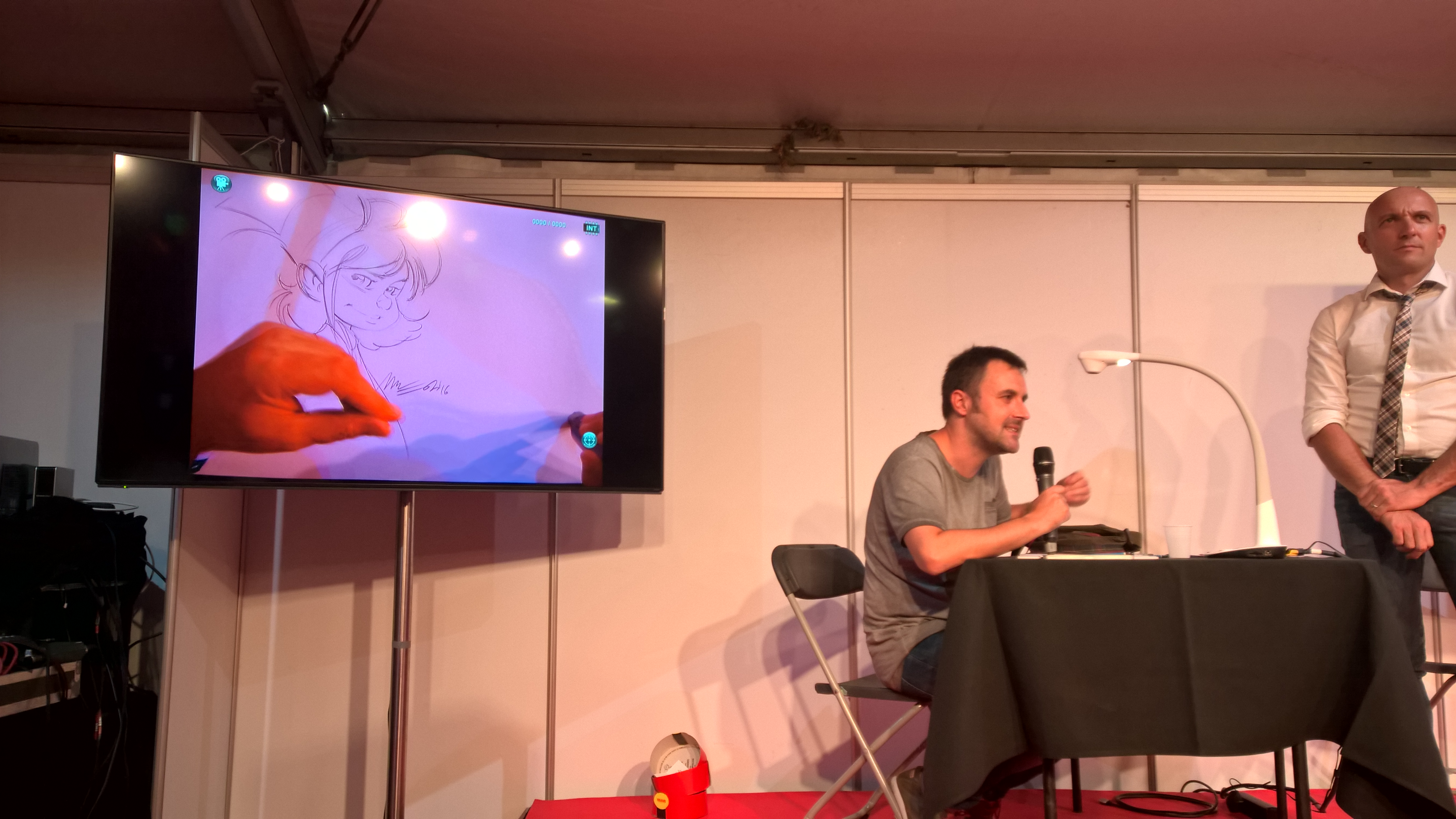
Le dessinateur (à gauche) à une masterclass du Festival Spirou de Bruxelles, en septembre 2016.

Mais c'est en 2014 qu'il fait son grand retour chez Dupuis, avec une nouvelle série originale, Les Campbell. Il développe l'univers sur une idée du rédacteur en chef du le Journal de Spirou, Frédéric Niffle. Il parvient à livrer 3 albums en 2 années consécutives, pour lesquels il propose un scénario structuré de façon ambitieuse, mais dessinée de façon classique.
En novembre 2016, il est révélé qu'il travaille sur une série dérivée de l'univers de Spirou et Fantasio consacrée au personnage de Zorglub, qu'il scénarise et dessine seul.
Il contribue aussi à des albums collectifs hommage consacrés à d'autres classiques des Éditions Dupuis : Les Tuniques Bleues (octobre 2016), Gaston Lagaffe (octobre 2017) et Marsupilami (novembre 2017).
En mai 2018, Les Campbell se conclut dans le Journal de Spirou. Le cinquième et dernier album sera édité à la rentrée. Munuera se concentrera désormais sur Zorglub.

## Publications
- Les Potamoks avec Joann Sfar, Delcourt

1. Terra Incognita, 1996
2. Les Fontaines rouges, 1996
3. Nous et le désert, 1997

- Merlin avec Joann Sfar puis Jean-David Morvan (à partir du 5e tome), Dargaud

1. Jambon et Tartine, 1999
2. Merlin contre le père Noël, 1999
3. Merlin va à la plage, 2000
4. Le Roman de la mère de Renard, 2001
5. Tartine et Yseult, 2002
6. Merlin papa, 2003

- Sir Pyle S. Culape avec Jean-David Morvan, Soleil

1. Mythecin généraliste, 1999
2. Mauvais Souvenirs, 2001
3. Rien ne se perd..., 2003

- La Route d'Eldorado (adaptation du dessin animé), Dargaud, 2000

- Nävis avec Jean-David Morvan et Philippe Buchet, Delcourt, coll. Neopolis

1. Houyo, 2004
2. Girodouss, 2005
3. Latitzoury, 2007
4. Il vous reste de l'énergie ?, 2008
5. Princesse Nävis, 2009

- Spirou et Fantasio avec Jean-David Morvan, Dupuis

1. 47. Paris-sous-Seine, 2004
2. 48. L'homme qui ne voulait pas mourir, 2005
3. 49. Spirou et Fantasio à Tokyo, 2006
4. 50. Aux sources du Z, 2008

- Le Signe de la lune avec Enrique Bonet - 2009, Dargaud, coll. Long Courrier

- Walter le loup, Dargaud

1. La Nuit du bébé-garou, 2010
2. Faim de renard !, 2010
3. L'anneau magique, 2011

- Vies tranchées BD collectif, 2010, Delcourt

- Fraternity avec Juan Díaz Canales, Dargaud

1. Livre 1, 2011
2. Livre 2, 2011

- P'tit Boule & Bill avec Laurence Gillot, Dargaud

1. La Partie de crêpes, 2011
2. Noël Indien, 2011

- Sortilèges avec Jean Dufaux, couleurs de Sergio Sedyas, Dargaud

1. Livre I, 2012
2. Livre II, 2013
3. Livre III, 2014
4. Livre IV, 2015

- Les Campbell, scénario et dessin, couleurs de Sergio Sedyas, traduction d'Anne-Marie Ruiz, lettrage de Philippe Glogowski, Dupuis

1. Inferno, 2014
2. Le Redoutable Pirate Morgan, 2014
3. Kidnappé !, 2015
4. L'Or de San-Brandamo, 2016
5. Les Trois Malédictions, 2018

- Zorglub, Dupuis

1. La Fille du Z, 2017
2. L'Apprenti méchant, 2018
3. Lady Z, 2019

- Les Tuniques bleues, Dupuis
  - 65. L'Envoyé spécial, co-scénarisé avec les Béka, couleurs de Sergio Sedyas, 2020
- Bartleby, le scribe (adaptation de la nouvelle d' Herman Melville) , scénario et dessin, couleurs de Sergio Sedyas, traduction de Geneviève Maubille, lettrage d'Eric Montésinos, Dargaud, 2021

- Les cœurs de ferraille avec Beka, couleurs de Sergio Sedyas, Dupuis

1. Debry, Cyrano et moi, 2022
2. L'inspiration, 2023

- ''Peter Pan de Kensington'' (d'après Le petit oiseau bleu de lJames Matthew Barrie) , scénario et dessin, traduction de Geneviève Maubille, lettrage d'Eric Montésinos, Dargaud, 2024

## Récompenses
- 2006 :  Prix Bédélys jeunesse pour Spirou et Fantasio, t. 49 : Spirou et Fantasio à Tokyo (avec Jean-David Morvan)
- 2007 :  Prix Saint-Michel jeunesse pour Nävis, t. 3 : Latitzoury (avec Jean-David Morvan)
- 2012 :  Grand Prix de l'Imaginaire bande dessinée pour Fraternity, t. 1 et 2 (avec Juan Díaz Canales)